# Spoorlijn Hoorn - Medemblik
De spoorlijn Hoorn – Medemblik is een lokaalspoorweg tussen Hoorn en Medemblik die sinds 1968 wordt geëxploiteerd als toeristische spoorweg (museumlijn) door de Museumstoomtram Hoorn-Medemblik (SHM).

## Aanleiding
De Rijksoverheid legde ter bevordering van de economie vanaf 1880 de spoorlijn Zaandam - Enkhuizen aan. Hierdoor werden kansen gezien om ook ten noorden van Hoorn enkele verbindingen aan te leggen. De eerste plannen betroffen lijnen tussen Hoorn, Noord-Scharwoude, Schagen en Medemblik, maar dit plan strandde door tegenwerking van de lokale overheden en een gebrek aan financiering.

### Financiering en aanleg
Uit deze plannen, opgesteld door ir. A.J. Krieger, kreeg echter wel de verbinding naar Medemblik de nodige interesse van enkele notabelen uit Medemblik. Door het ontbreken van geschikte (water)wegen was de regio niet voldoende ontsloten. In 1883 werd het "Comité Lokaalspoorweg Hollands Noorderkwartier" opgericht. In hetzelfde jaar werd met de HIJSM overeengekomen dat zij de exploitatie op zich zou nemen. Het comité zorgde voor de benodigde financiën en gaf hiervoor 380 aandelen uit van elk 1000 gulden uit. Een groot deel van de aandelen kwam in handen van de verschillende waterschappen en gemeenten langs de lijn; de rest in particuliere handen.

### Opening
In 1887 werd gestart met de aanleg van bovenbouw en waren de stations en dienstgebouwen al ver gevorderd. Uiteindelijk werd de lijn op 27 oktober van dat jaar in gebruik genomen. Doordat men de hoeveelheden te onteigenen land zo veel mogelijk wilde beperken, is een kronkelend tracé tot stand gekomen. Tevens werd hiermee een compromis bereikt waarmee zo veel mogelijk dorpen, zij het soms op enige afstand, werden bediend.

## Exploitatie

### Dienstregeling
Vanaf de opening reden er dagelijks 4 retourritten, op zaterdag en dinsdag aangevuld met markttreinen voor de weekmarkten van respectievelijk Hoorn en Purmerend. Dit was in 1891 opgelopen tot 6 retourritten, in 1906 zelfs 11. Door een toename van het goederenvervoer werd vanaf 1901 de eerste goederentrein gereden. Hierdoor werden de passagierstreinen, waarin soms goederenwagens meereden, minder opgehouden.
De opkomst van de wilde bussen in de jaren 20 zorgde voor een sterke afname van het personenvervoer. De stations van de spoorlijn lagen soms op enige afstand van de verschillende dorpen, terwijl de autobussen in de dorpskern konden stoppen.
Begin jaren 30 werd de lijn eenvoudiger geëxploiteerd, onder meer door een grotere inzet van verbrandingsmotorrijtuigen, wagenverkoop en het onbewaakt maken van overwegen. Desalniettemin bleef de lijn verlieslatend en werd het reizigersvervoer op 1 januari 1936 gestaakt. Door brandstofschaarste werd de lijn tijdens de Tweede Wereldoorlog nog voor korte tijd met stoomtreinen bereden met personenrijtuigen.

### Materieelinzet
De exploitatie was vanaf de opening in handen van de Hollandsche IJzeren Spoorweg-Maatschappij. In het begin werd met stoomlocomotieven gereden. Dit waren vanaf de start 3, later 4 tenderlocomotieven serie HSM 136 - 203, de later NS serie 6700. Deze locomotieven hadden depot in Medemblik. Vanaf 1899 bleef er echter slechts 1 locomotief daar, voor de eerst vertrekkende trein van de dag. De overige locomotieven werden overgeplaatst naar Hoorn. Vanuit deze plaats werden ook de goederentreinen gereden, die werden getrokken door de toen al oude locomotiefserie HSM Argus - Vesta. Deze werden later vervangen door de serie Eos - Medea, de latere NS-serie 1000. Ook volgenden tenderlocomotieven van de HZSM, de latere NS serie 7600. Vanaf 1920 volgden enkele locomotieven uit de SS serie 517 - 527.
Vanaf 1929 werd ook verbrandingsmotortractie ingezet (de omC 911-916). Hiertoe werd een loods te Hoorn gebouwd. Na een korte periode met alleen stoomtractie kwamen er in december 1934 weer motorrijtuigen op de lijn, ditmaal de serie 1921 - 1930.

## Einde van de reguliere dienst, start van de SHM
De Nederlandse Spoorwegen verzochten het Ministerie van Verkeer en Waterstaat in 1966 om ook het goederenverkeer op de lijn te mogen staken, met uitzondering van enkele kilometers bij Hoorn, die een spooraansluiting zouden worden van een nog te vestigen Philips-fabriek. In 1967 mengde de pas opgerichte Tramweg-Stichting zich in het gesprek en wilde de lijn gebruiken voor toeristisch vervoer. De Tramweg-Stichting zorgde voor bevoegde machinisten en reed het resterende goederenvervoer over de lijn. Dit goederenvervoer bleef tot 1973 in stand. In 1972 werd de Museumstoomtram Hoorn-Medemblik opgericht.